# Rio Piranhas–Açu
O rio Piranhas–Açu é um curso d'água que banha os estados da Paraíba e do Rio Grande do Norte, Região Nordeste do Brasil. Conhecido simplesmente como Piranhas na Paraíba, recebe o nome de Açu após passar pela Barragem Armando Ribeiro Gonçalves no município de Itajá mas que pertence ao município de Assú, no Rio Grande do Norte.
O Piranhas–Açu nasce da junção das águas dos rios do Peixe e Piancó na Paraíba e após percorrer centenas de quilômetros desemboca na cidade potiguar de Macau.

## História

### Etimologia
O nome do rio vem do peixe Pygocentrus nattereri, popularmente conhecido como piranha-vermelha, que outrora vivia em grandes cardumes pela bacia do Piranhas. Já açu é o termo do tupi para designar "grande", em referência ao caudal, principalmente durante as cheias.

### Povoamento da região
Antes da chegada dos exploradores luso-brasileiros no século XVII toda a região da bacia do Piranhas–Açu era habitada por belicosas tribos cariris, sobretudo da grande nação tarairiú, entre as quais pegas, icos, panatis e janduís. 
Por volta de 1663 iniciaram-se bandeiras na área, que viria então a ser desbravada pelos Oliveira Ledo, família brasileira de ascendência minhota. Provenientes da capitania da Baía de Todos os Santos, essa família teria iniciado a conquista de terras no litoral da capitania do Rio Grande, após concessão de sesmarias pelo corte portuguesa. Só depois adentraram os sertões paraibanos e potiguares, fundando várias vilas que viriam a se tornar importantes centros regionais, como Piancó e Pombal.

## Bacia hidrográfica

### Características gerais
O rio Piranhas nasce na serra do Bongá, município de Bonito de Santa Fé, estado da Paraíba, com o nome de rio Piranhas, denominação que leva até adentrar o estado do Rio Grande do Norte pelo município de Jardim de Piranhas. Só recebe o nome de Piranhas–Açu ao passar pela Barragem Armando Ribeiro Gonçalves, no município potiguar de Itajá. Completando seu percurso, recebe águas das cheias na região das lagoas do Piató, Ponta Grande e do Queimado, indo desembocar no litoral norte do estado do Rio Grande do Norte, em forma de estuário, próximo a cidade de Macau. 

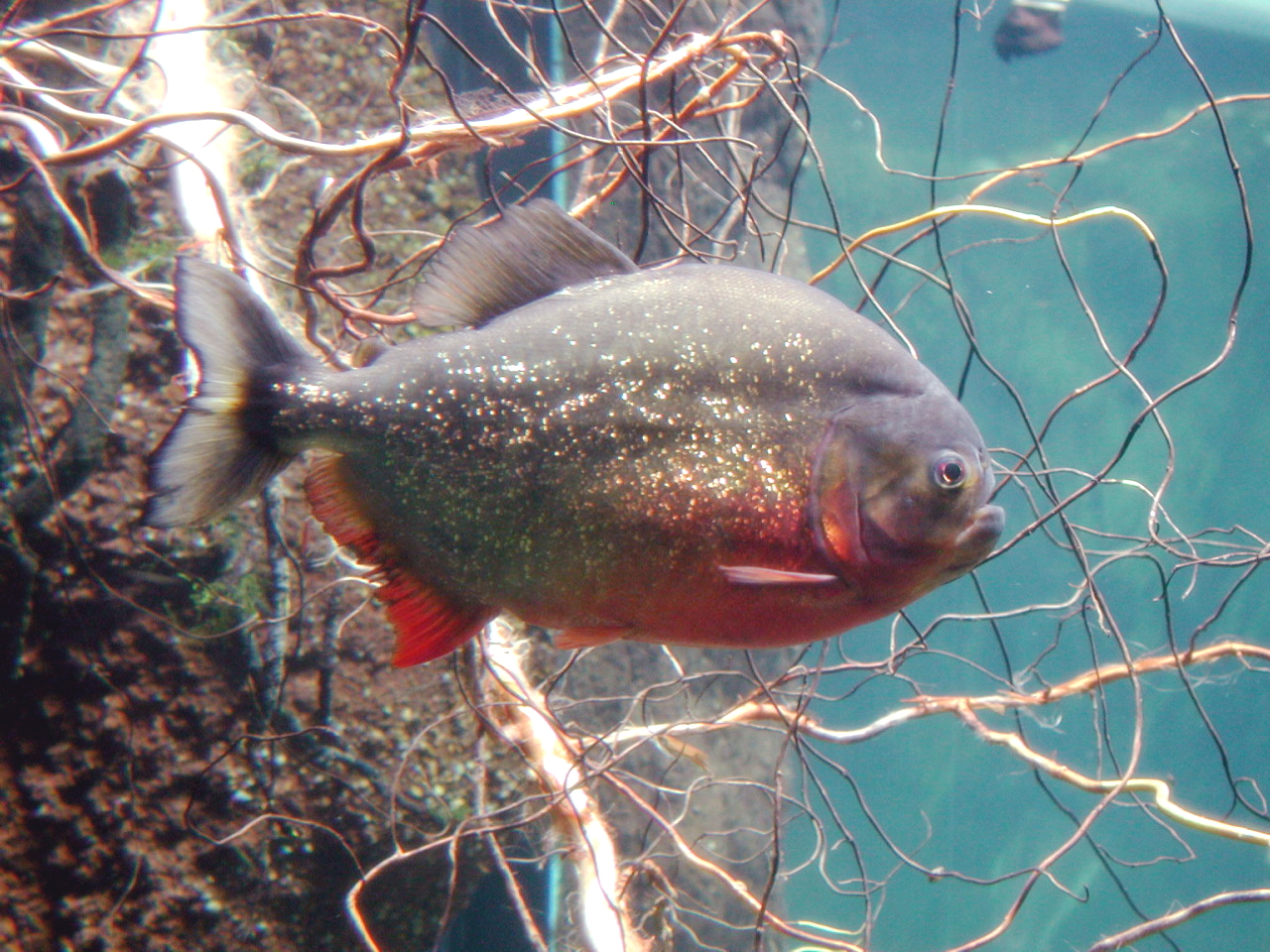
Piranha-vermelha deu nome ao rio

Drenando ao todo 43.681,50 km², é a maior bacia hidrográfica do estado do Rio Grande do Norte, onde ocupa 17.472,6 km², ou um terço do território estadual, assim como da Paraíba, onde banha 26.208,9 km², ou seja, mais da metade do território. Seus principais afluentes são o Espinharas, o Picuí e o Seridó, todos rios sertanejos e temporários. Além disso, são , onde são encontrados 1.112 açudes que "sangram" no Piranhas.
A bacia estava sujeita a períodos de seca no passado, quando seu fluxo chegava a desaparecer e as populações recorriam a cacimbas cavadas no leito seco, de onde retiravam a água para o consumo doméstico e da pecuária. Contudo, tais períodos de seca sempre foram intercalados por anos de chuvas diluvianas, quando o rio transborda e leva destruição às comunidades ribeirinhas. Uma dessas grandes enchentes ocorreu em 1974, quando a cidade de Carnaubais foi inundada e toda a população obrigada a mudar-se para um terreno mais elevado do município, onde se decidiu edificar uma nova cidade.

### Poluição
Hoje, o Piranhas–Açu está poluído, segundo estudos feitos por órgãos de defesa ambiental. As causas são a falta de saneamento adequado nas cidades ribeirinhas, cujo esgoto acaba chegando ao rio, assim como a poluição proveniente de empresas agrícolas que, criminosamente, lançam produtos químicos nas águas, além dos despejos de dejetos animais por parte de matadouros. Órgãos federais, como o Ibama, tem aplicado multas e fechado estabelecimentos. O rio ainda está num avançado processo de assoreamento, também em virtude de práticas agrícolas irresponsáveis e da retirada de areia para a construção civil.
O represamento de suas águas, através do Açude Coremas–Mãe d'Água, o maior da Paraíba, e a Barragem Armando Ribeiro Gonçalves, o maior do estado do Rio Grande do Norte, permitiu a perenização do rio e a formação no baixo curso de um grande lago capaz de acumular dois bilhões e quatrocentos milhões de metros cúbicos de água, de onde parte uma rede de adutoras que abastecem de água potável a população de dezenas cidades da Paraíba e do Rio Grande do Norte, além de canais que asseguram a irrigação de terras férteis com o cultivo de frutas na região.